# Leandra Leal
Pour les articles homonymes, voir Leal.
Leandra Rodrigues Leal Braz e Silva, née le 8 septembre 1982 à Rio de Janeiro, est une actrice brésilienne.

## Filmographie
- 2003 : L'Homme qui photocopiait (O Homem que copiava) de Jorge Furtado
- 2013 : O Uivo da Gaita : Luana
- 2013 : Un loup derrière la porte de Fernando Coimbra : Rosa